# والتر اشتفنس
والتر اشتفنس (آلمانی: Walter Steffens; ۲۶ دسامبر ۱۹۰۸ – ۲۳ اوت ۲۰۰۶) ژیمناست هنری اهل آلمان بود.